# Puente de San Juanico
El Puente de San Juanico es parte de la carretera Pan-Filipina, se extiende desde Samar a Leyte en el estrecho de San Juanico en Filipinas. Su parte más larga es un viaducto de vigas de acero construido sobre pilares de hormigón armado, y su vano principal posee un diseño de armazón en forma de arco. Con una longitud total de 2,16 kilómetros, es el puente más largo en Filipinas que cruza un cuerpo de mar. Es considerado uno de los puentes más bellamente diseñados en Filipinas. El puente tiene 43 vanos y los barcos de tamaño medio pueden pasar por debajo de su gran arco principal en la parte superior de la que se eleva 41 metros por encima del mar.